# The Young in Heart
The Young in Heart (bra: Jovem no Coração; prt: Viver Não Custa) é um filme norte-americano de 1938, do gênero comédia dramática, dirigido por Richard Wallace, com roteiro de Paul Osborn e Charles Bennett baseado no romance The Gay Banditti, de I. A. R. Wylie.

## Produção

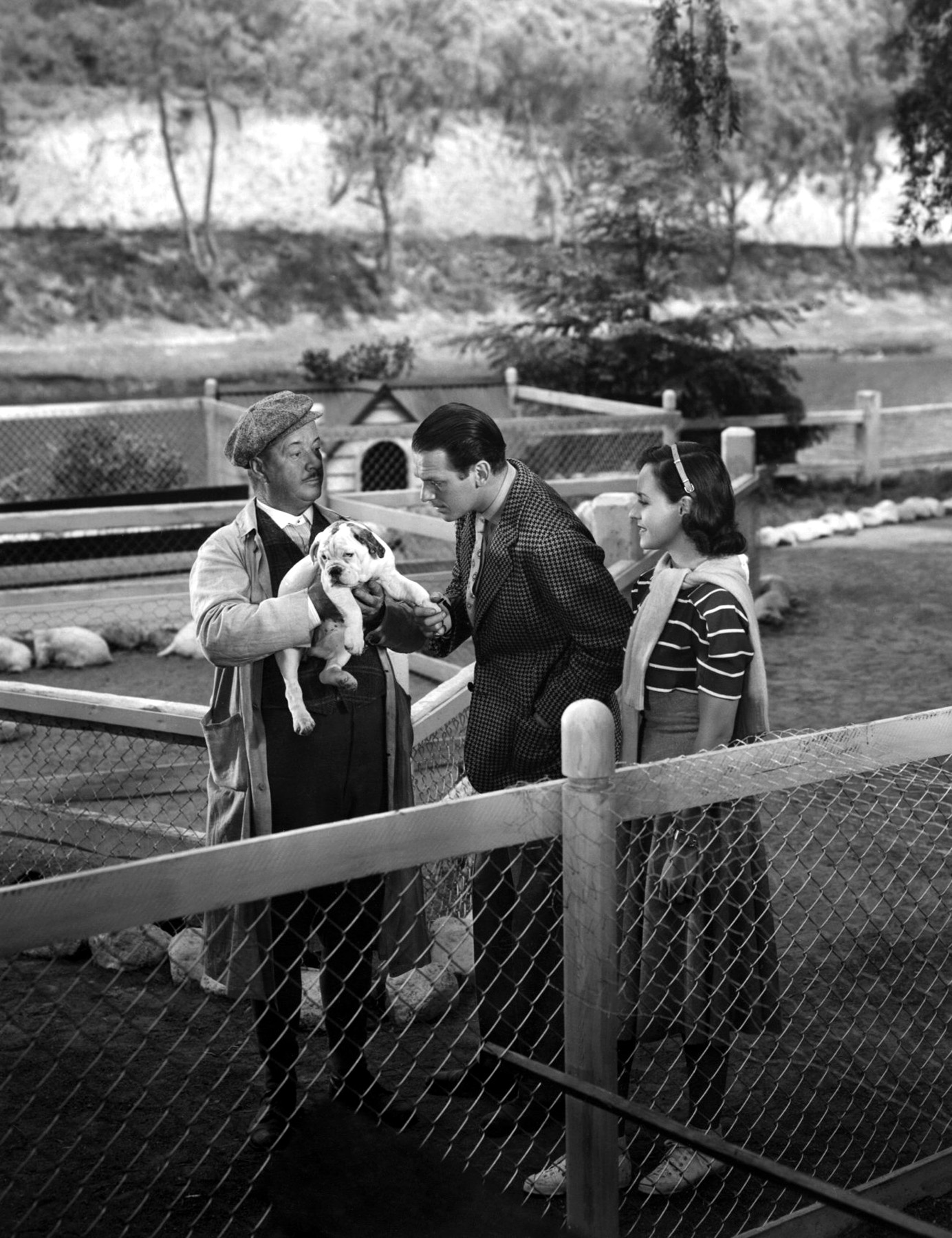
Billy Bevan, Douglas Fairbanks, Jr. e Paulette Goddard em cena do filme.

A depender do ponto de vista, o filme tanto pode ser uma das comédias malucas menos conhecidas quanto apenas uma "alegoria sentimental que posa de comédia maluca".
O papel capital de Miss Fortune (trocadilho com "misfortune", isto é, "desgraça", "infortúnio", "infelicidade") era para ser feito pela lenda do teatro Maude Adams, aposentada há vinte anos, mas ela "amarelou" no último minuto. O produtor David O. Selznick, então, escalou a pouco conhecida Minnie Dupree, igualmente vinda dos palcos. A atriz caiu nas graças do público, tanto que na pré-estreia ninguém aceitou a morte da personagem, conforme pedia o roteiro. Selznick, então, mandou filmar outro final, com Miss Fortune alegremente aboletada em uma motocicleta.
Segundo Ken Wlaschin, The Young in Heart é um dos dez melhores filmes de Janet Gaynor e também de Douglas Fairbanks. Jr.
O filme recebeu duas indicações ao Oscar.

## Sinopse

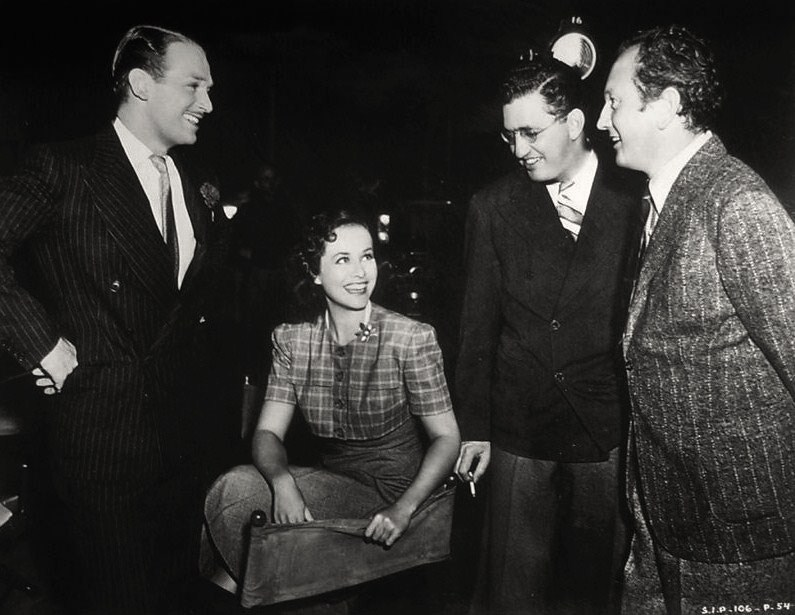
Nesta foto para divulgação do filme, veem-se Douglas Fairbanks, Jr., Paulette Goddard, o produtor David O. Selznick e o diretor Richard Wallace.

Os Carletons são uma família de vigaristas. O coronel Anthony 'Sahib' Carleton, dos Lanceiros da Índia, nunca esteve no exército nem na Índia. Seus filhos, George-Anne e Richard, andam à procura de casamentos financeiramente proveitosos... George-Anne, por exemplo, quer apanhar o milionário escocês Duncan Macrae e assim tirar os parentes da penúria.
Um dia, sem mais nem menos, eles conhecem a doce, rica e velha Miss Fortune. Pois não é que, através de exemplos e conselhos, a excelente lady  mostra a esses trapaceiros como eles estão errados em suas vidas? Ela é tão convincente que, no final, Richard está apto a fazer o extremo sacrifício de arranjar um emprego, só para satisfazer Leslie, a garota que ele ama!

## Premiações
| Prêmio     | Categoria            | Recipiente   | Resultado |
| ---------- | -------------------- | ------------ | --------- |
| Oscar 1939 | Melhor fotografia    | Leon Shamroy | Indicado  |
| Oscar 1939 | Melhor trilha sonora | Franz Waxman | Indicado  |

## Elenco
| Ator/Atriz             | Personagem               |
| ---------------------- | ------------------------ |
| Janet Gaynor           | George-Anne Carleton     |
| Douglas Fairbanks, Jr. | Richard Carleton         |
| Paulette Goddard       | Leslie Saunders          |
| Roland Young           | Anthony 'Sahib' Carleton |
| Bille Burke            | Marmy Carleton           |
| Richard Carlson        | Duncan Macrae            |
| Minnie Dupree          | Miss Fortune             |
| Henry Stephenson       | Senhor Anstruther        |
| Lawrence Grant         | Senhor Hutchins          |
| Walter Kingsford       | Inspetor                 |
| Eily Malyon            | Sarah                    |
| Tom Ricketts           | Andrew                   |
| Irvin S. Cobb          | Senhor Jennings          |
| Lucile Watson          | Senhora Jennings         |
| Margaret Early         | Adela Jennings           |